# Claude Moliterni
Claude Moliterni (* 1932 in Paris, Frankreich; † 21. Januar 2009) war ein französischer Comicautor.

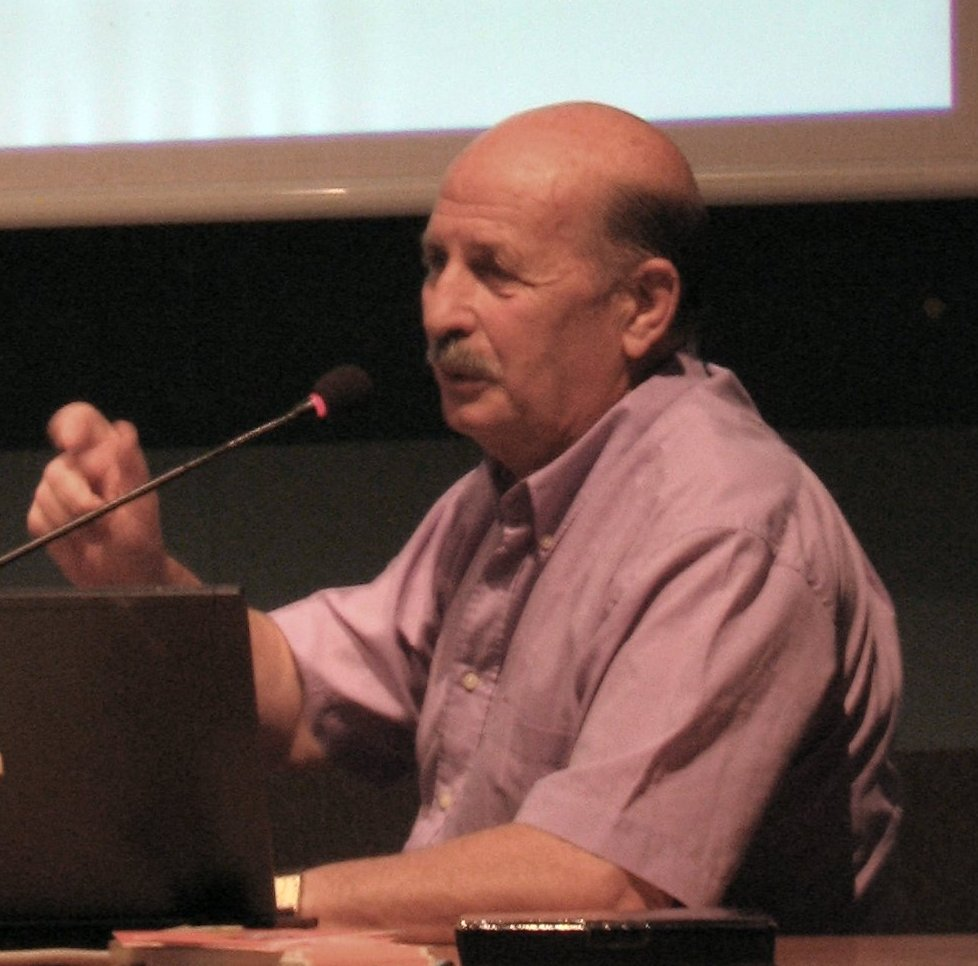
Claude Moliterni (2006)

## Leben und Werk
Moliterni war zunächst als Autor für Radio-Serien tätig, schuf zusammen mit dem Comiczeichner Robert Gigi im Jahr 1965 die Comic-Serie Scarlett Dream und gründete ein Jahr später zusammen mit Pierre Couperie und Henri Filippini die Comic-Fachzeitschrift Phénix. Zwischen 1973 und 1989 war er in leitender Funktion beim französischen Comic-Verlag Dargaud tätig und gehörte 1974 zu den Gründern des Festival International de la Bande Dessinée d’Angoulême. In dieser Zeit lieferte Moliterni unter anderem die Texte für die Fantasy-Serie Taar (Zeichnungen: Jaime Brocal Remohi) und die Krimi-Serie Harry Chase (Zeichnungen: Walter Fahrer).
Auf Deutsch sind von Moliterni unter anderem vier Alben aus der Serie Scarlett Dream und fünf Alben aus der Reihe Harry Chase in der ersten Hälfte der 1980er-Jahre im Carlsen Verlag veröffentlicht worden. Im Jahr 1993 veröffentlichte der Verlag comicplus+ das Album Aids Connection, das in Zusammenarbeit mit dem Zeichner Eugenio Sicomoro entstanden ist.